# Legione armena
La Legione armena (in francese Légion arménienne) era un'unità straniera all'interno dell'esercito francese attiva durante e subito dopo la prima guerra mondiale che ha combattuto contro l'Impero ottomano. Il nome originale della legione era "La Légion d'Orient" (La Legione d'Oriente). Fu ribattezzata "La Légion Arménienne " (La Legione Armena) il 1º febbraio 1919. I soldati di questa legione venivano chiamati informalmente dagli armeni come Gamavor (Volontario).

## Contesto

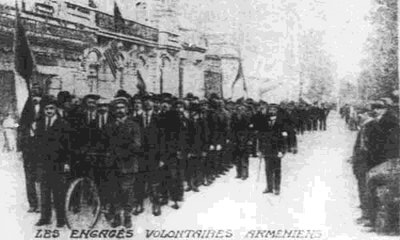
All'inizio della guerra, gli armeni che vivevano in Francia si arruolarono nella Legione straniera francese

L'istituzione di una legione armena fu proposta per la prima volta da Boghos Nubar, capo informale degli armeni in Europa, ai pianificatori britannici, durante lo sbarco delle forze alleate ad Alessandretta nel 1914. Il governo britannico respinse il piano, sulla base che avrebbe causato la morte degli armeni non combattenti. Tuttavia, gli appelli del Comitato di difesa nazionale armeno continuarono nel 1915. Anche le autorità francesi respinsero il piano alla fine del 1915. Nel 1916, le autorità britanniche e francesi erano pressati dai rifugiati armeni. L'esercito francese si persuase dell'idea di formare una legione armena e avviò i preparativi. Tuttavia, le élite armene erano frustrate dall'idea di formare una legione, ma con l'opposizione di Boghos Nubar. L'istituzione della legione era vista come l'implementazione di un esercito armeno in futuro da tutte le parti nell'accordo Sykes-Picot.
Molti armeni che vivevano in Francia si offrirono volontari per unirsi alla Legione straniera francese all'inizio della guerra. Questo fu prima dell'effettiva costituzione della Legione Armena francese.

## Istituzione
I negoziati di Boghos Nubar con le autorità politiche e militari francesi culminarono nella formazione della Legione armena francese.
La Legione fu costituita ufficialmente al Cairo, in Egitto, nel novembre 1916, con l'accordo del Ministero degli Affari Esteri francese e di una delegazione armena.
Le parti convennero quanto segue:
- Lo scopo della creazione della Legione era quello di consentire il contributo degli armeni alla liberazione della regione della Cilicia nell'Impero ottomano e di aiutarli a realizzare le loro aspirazioni nazionali di creare uno stato in quella regione.
- La Legione doveva combattere solo turchi e solo in Cilicia.
- La Legione doveva diventare il nucleo di un futuro esercito armeno pianificato.

### Piani iniziali
Firmata a Parigi dal generale Pierre Roques, ministro della Guerra, e dal generale Marie-Jean-Lucien Lacaze, ministro della Marina, la decisione ufficiale relativa alla costituzione della Legione armena fu firmata il 15 novembre 1916 a Parigi.
Secondo questa prima decisione,
- La Legione Orientale doveva essere di stanza a Cipro
- Armeni e siriani di nazionalità ottomana avrebbero avuto il permesso di fare volontariato
- La Legione sarebbe stata comandata da ufficiali francesi
- I volontari della Legione avrebbero avuto uno status equivalente rispetto ai soldati francesi e sarebbero stati sotto la responsabilità del Ministero della Guerra francese
- Il maggiore Louis Romieu avrebbe supervisionato l'istituzione della Legione
- La Legione doveva essere schierata in Cilicia, sulla costa sud-orientale dell'Asia Minore (odierna Turchia)[8]
- 10.000 franchi dovevano essere stanziati dal bilancio di guerra della marina francese da utilizzare nella creazione di campi[9]
- I volontari dovevano essere organizzati dai comitati armeni locali e inviati a Bordeaux e Marsiglia. I comitati dovevano essere rimborsati dal governo francese per le spese di viaggio.

## Ordine di battaglia (1916-1918)

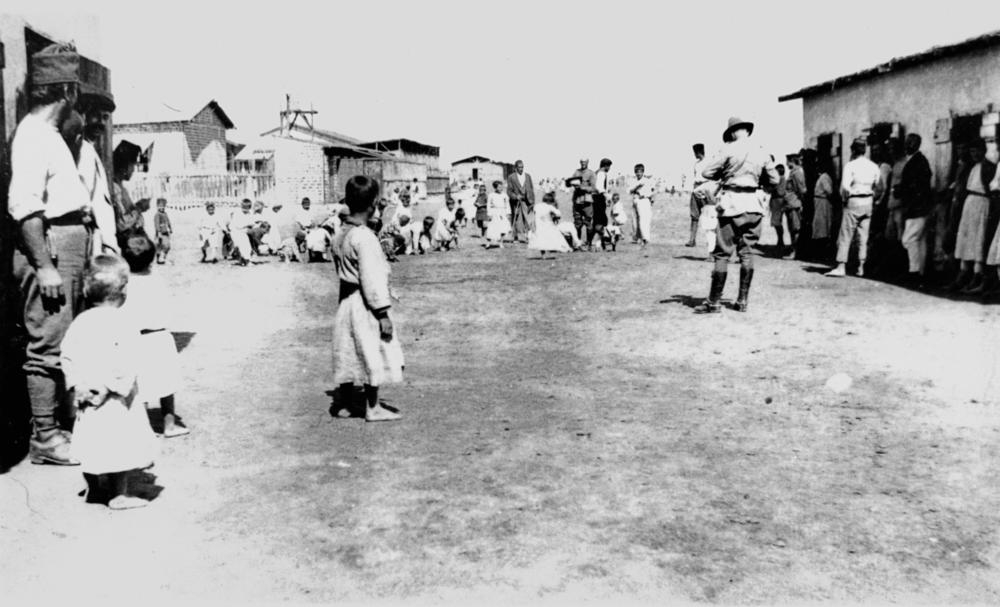
Soldato del 5º reggimento di cavalleria al campo armeno di Port Said

Il numero di volontari era l'equivalente di 6 battaglioni, ciascuno contenente 800 volontari, e si prevedeva la formazione di altri 6 battaglioni. I comitati armeni si stavano organizzando per reclutare questi soldati in Francia e negli Stati Uniti.
La Legione comprendeva rifugiati armeni ottomani, ex prigionieri di guerra e residenti permanenti in Egitto, America ed Europa, ed era composta per il 95% da armeni. Si diceva che la maggior parte dei soldati fossero reclutati dalla comunità armeno-americana o sopravvissuti alla battaglia di Musa Dagh che all'epoca vivevano nei campi profughi di Port Said, in Egitto.
Dopo l'addestramento iniziale a Cipro, la Legione Armena si unì al Détachement Français de Palestine et de Syrie, prendendo parte alla campagna del Sinai e della Palestina contro l'esercito ottomano e il suo alleato tedesco. I due battaglioni della legione erano integrati da una compagnia di fanteria di reclute dalla Siria e da un plotone di due cannoni di fanteria da 37 mm.
Sotto il comando del generale Edmund Allenby, la Legione, combattendo in Palestina, Siria e, infine, Cilicia, ottenne il plauso del governo di Clemenceau e dei suoi alleati dell'Intesa." La legione armena aiutò gli inglesi e i francesi a vincere la decisiva battaglia di Arara rendendo possibile la vittoria del generale Allenby.

## Ordine di battaglia (1920-1921)
A seguito di questa campagna, la Legione Armena fu schierata in Anatolia (Asia Minore) secondo le decisioni iniziali. Erano attivi intorno alle città di Adana e Mersin coinvolti in schermaglie con civili locali e milizie turche non organizzate.